# Ненсі Дрю (телесеріал)
«Ненсі Дрю» (англ. Nancy Drew) — американський телесеріал в жанрі містики і детектива. 
У жовтні 2019 року The CW замовив перший повний сезон, що складається з 22 епізодів. Прем'єра серіалу відбулася 9 жовтня 2019 року на каналі The CW. Це третій телесеріал про Ненсі Дрю, після «Таємниці Ненсі Дрю» і канадсько-американської версії 1995 року. 
7 січня 2020 року канал The CW продовжив серіал на другий сезон. 3 лютого 2021 року серіал було продовжено на третій сезон. 22 березня 2022 року телесеріал було продовжено на четвертий сезон який стане останнім. Прем'єра четвертого сезону відбудеться 31 травня 2023 року.

## Сюжет
18-річна Ненсі Дрю після закінчення середньої школи збирається відпочити влітку на канікулах. Вона мала намір виїхати з рідного міста, щоб там потім вступити до коледжу, але в цей час було скоєно жорстоке вбивство, і Ненсі виявляється головним підозрюваним у скоєнні злочину разом з групою інших підлітків, які були присутні на місці події.

## В ролях

### Основний склад
- Кеннеді МакМанн — Ненсі Дрю
- Тунджи Касим — Нед «Нік» Нікерсон
- Алекс Саксон — Ейс
- Леа Льюис — Джорджи Файн
- Меддісон Джайзані — Бесс Марвін
- Скотт Вулф — Карсон Дрю
- Райлі Сміт — Раян Гадсон

### Другорядний склад
- Памела Сью Мартін — Гаррієт Гроссет
- Синід Каррі — Тіффані Хадсон
- Курт Лонг — Натан Гомбер
- Стефані Ван Дайк — Люсі Сейбл Гост
- Майлз Г. Віллануєва — Оуен
- Кеті Фіндлей — Лізабет
- Джон Гарлан Кім — Агент Парк
- Шеннон Кук — Грант
- Еріка Серра — Джин Розаріо

## Сезони
| Сезон | Сезон | Епізоди | Оригінальна дата показу | Оригінальна дата показу |
| Сезон | Сезон | Епізоди | Прем'єра сезона         | Фінал сезона            |
| ----- | ----- | ------- | ----------------------- | ----------------------- |
|       | 1     | 18      | 9 жовтня 2019           | 15 квітня 2020          |
|       | 2     | 18      | 20 січня 2021           | 2 червня 2021           |
|       | 3     | 13      | 8 жовтня 2021           | 28 січня 2022           |
|       | 4     | 13      | 31 травня 2023          | 23 серпня 2023          |

## Виробництво

### Розробка
У вересні 2018 року The CW оголосила, що Джош Шварц і Стефані Савидж розробляють телесеріал про Ненсі Дрю.. 7 травня 2019 года The CW оголосив, що проект був обраний для серіалу.. 16 травня 2019 року The CW випустила перший офіційний трейлер серіалу. Прем'єра пілотного епізоду відбулася 9 жовтня 2019 року.

### Кастинг
На початку 2019 року було знято пілотну серію з Кеннеді Макманн в якості головного героя, Тунджі Касимом в ролі Неда «Ніка» Нікерсон, Алексом Саксоном в ролі Ейса, Леа Льюїс в ролі Джорджі, Медісон Джайзані в ролі Бесс і Фредді Принца мл. в ролі Карсона Дрю, батька Ненсі. Памела Сью Мартін, яка зіграла Ненсі Дрю в серіалі 1970-х років  «Брати Харді і Ненсі Дрю» , була обрана в ролі Гарріет Гроссет для пілотної серії, в квітні 2019 року. 9 травня 2019 року було оголошено, що Скотт Вульф замінив Фредді Принц (мл. в ролі Карсона Дрю. 16 травня 2019 Райлі Сміт приєднався до акторського складу в ролі Райана Хадсона.

### Зйомки
Зйомки першого сезону стартували 22 липня в Ванкувері і тривали до 22 грудня 2019 року.